# الحزب الديمقراطي الغابوني
الحزب الديمقراطي الغابوني هو حزب سياسي من الغابون تأسس في عام 1953.